# ジェームズ・アダム (アダム卿)
ジェームズ・アダム（James Adam, Lord Adam、1824年10月31日 - 1914年8月27日）は、スコットランドの裁判官であり、司法大学の上院議員であった。

## 経歴

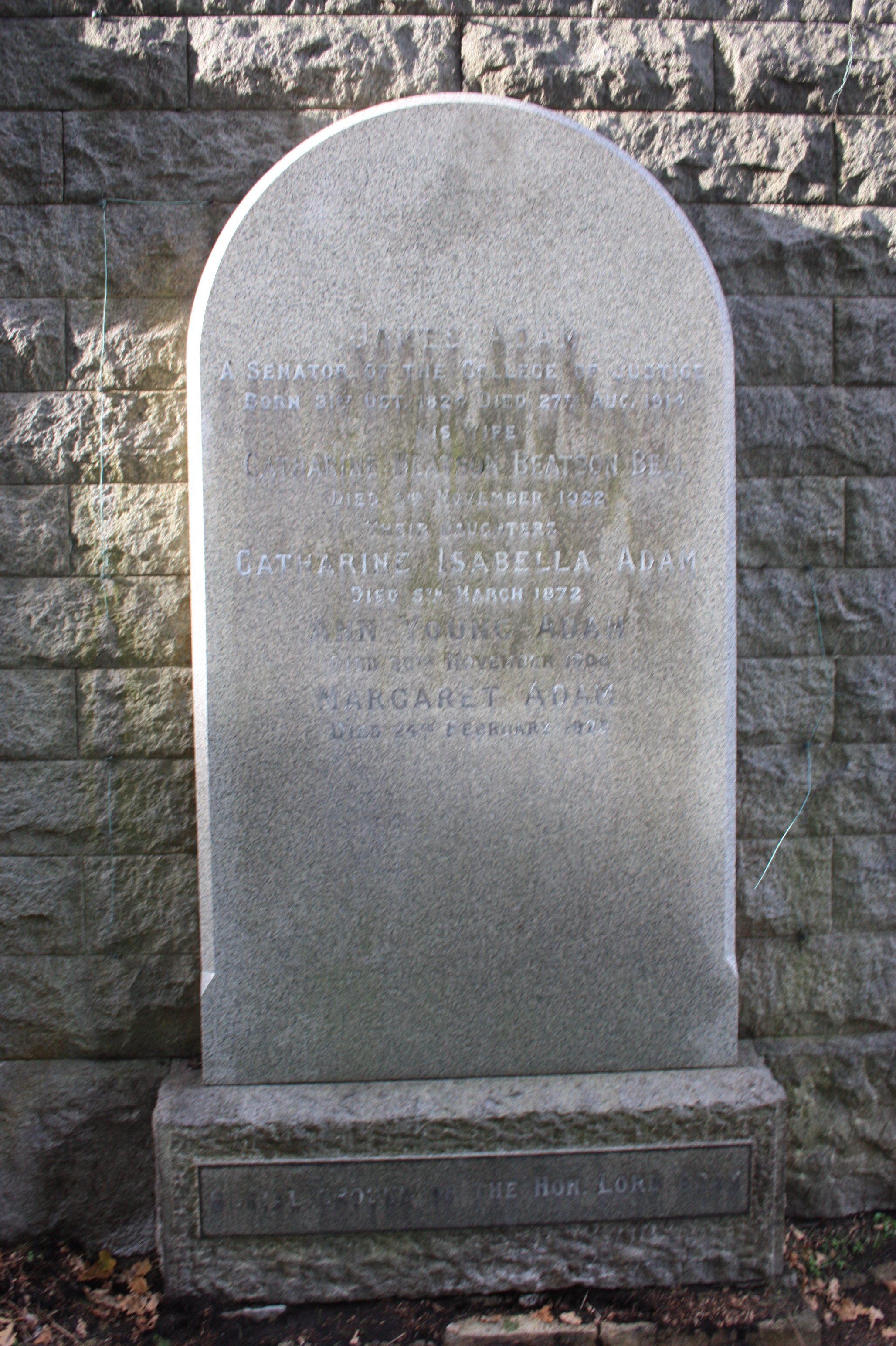
ジェームズ・アダムの墓地

彼は1824年10月31日にエディンバラ新市街にあるダブリンストリート14番地のジェームズ・アダムの長男として生まれた。
彼はエディンバラ大学で法律を学んだ。
1854年には最高裁判所（SSC）の弁護士であった。
彼は1876年12月6日に司法大学の上院議員に任命され、「アダム卿」という称号を与えられた。
彼は1914年8月27日に亡くなった。彼は家族とともにエディンバラ西部のディーン墓地に埋葬されていて、墓は北の壁にある。